# Římskokatolická farnost Strmilov
Římskokatolická farnost Strmilov je územním společenstvím římských katolíků v rámci jindřichohradeckého vikariátu českobudějovické diecéze.

## O farnosti

### Historie
Roku 1457 byla ve Strmilově zřízena plebánie. Ta původně náležela do pasovské diecéze, v pozdější době byla zrušena a Strmilov byl přifařen ke Kunžaku. Roku 1698 byla obnovena samostatná farnost, včleněná roku 1758 do nově zřízené českobudějovické diecéze. V letech 1785–1789 existoval samostatný strmilovský vikariát.

### Současnost
Farnost je administrována z Jindřichova Hradce.
| Kostel                    | Místo       | Bohoslužba             | Bohoslužba                      | Poznámka         |
| ------------------------- | ----------- | ---------------------- | ------------------------------- | ---------------- |
| Kaple Nejsvětější Trojice | Nová Olešná | neslouží se pravidelně | neslouží se pravidelně          | obecní kaple     |
| Kostel sv. Jiljí          | Strmilov    | neděle úterý           | 8.00 17.00 v zimě, 18.00 v létě | farní kostel     |
| Kostel sv. Ondřeje        | Strmilov    | neslouží se pravidelně | neslouží se pravidelně          | hřbitovní kostel |
| Kaple                     | Vlčice      | neslouží se pravidelně | neslouží se pravidelně          | obecní kaple     |